# Staten Island Ferry (cocktail)
Pour les articles homonymes, voir Ferry de Staten Island, Ferry et Staten Island.
Un Staten Island Ferry ou Staten Island Ferry cocktail est un cocktail à base de Malibu (rhum à la noix de coco) et jus d'ananas. Il est baptisé du nom du ferry de Staten Island de l’île de Staten Island, un des 5 arrondissements de New York aux États-Unis.

## Histoire

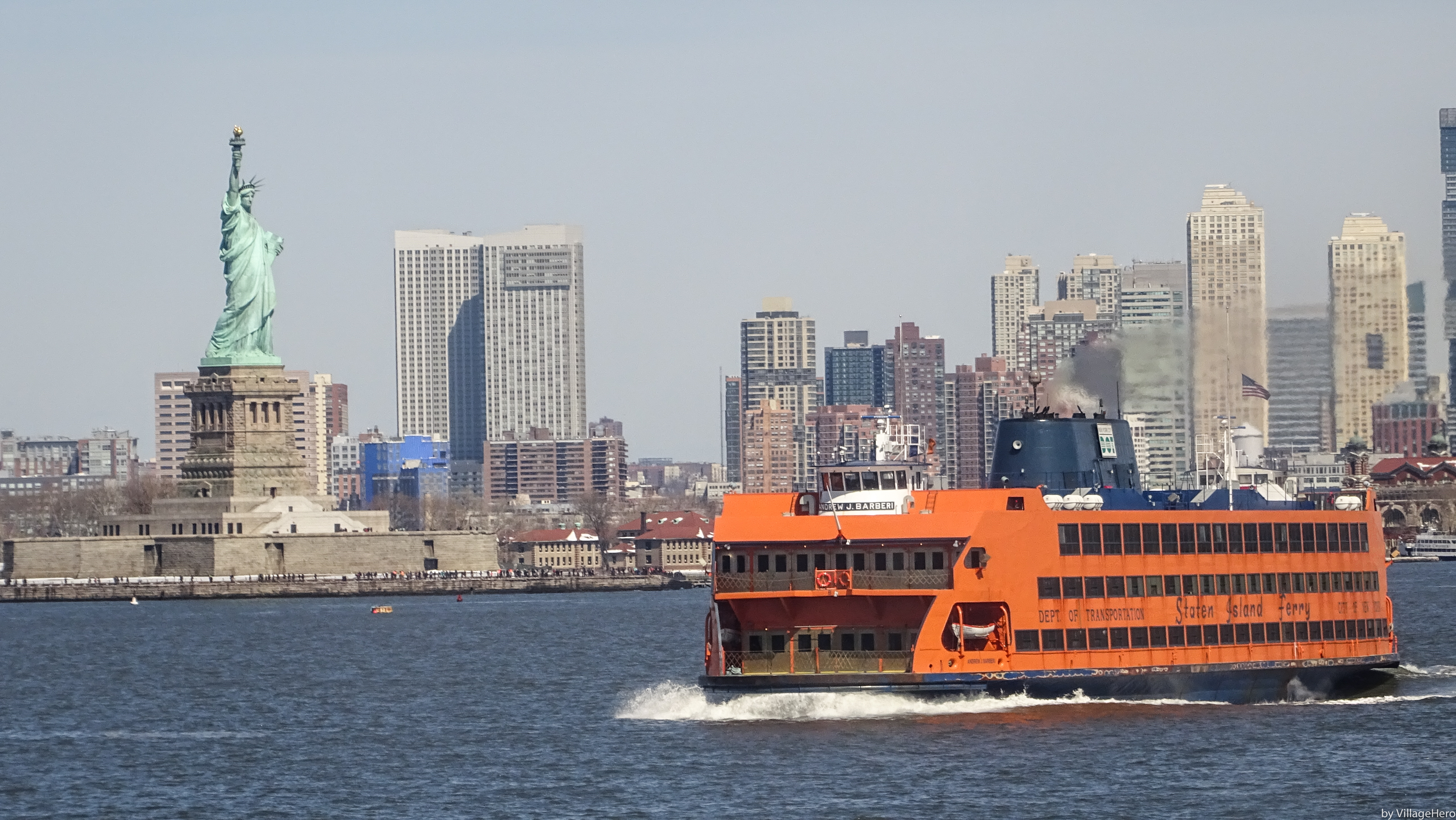
Le Ferry de Staten Island, devant la statue de la Liberté de New York.

Cette variante de Piña colada simplifiée est créée avec des ingrédients exotiques de l'île de la Barbade dans la mer des Caraïbes. Il est une des cinq variantes de cocktails nommés indirectement du nom des cinq arrondissements de New York, (Manhattan, Brooklyn, Queens, Bronx, et Staten Island, liste des cocktails nommés d'après les arrondissements de New York) :
- Manhattan (cocktail) (whisky, vermouth, amer)
- Bronx (cocktail) (gin, vermouth, jus d'orange...)
- Queens (cocktail) (gin, vermouth, jus d'ananas)
- Brooklyn (cocktail) (whisky, vermouth, marasquin, Picon)

Ferry de Staten Island de New York
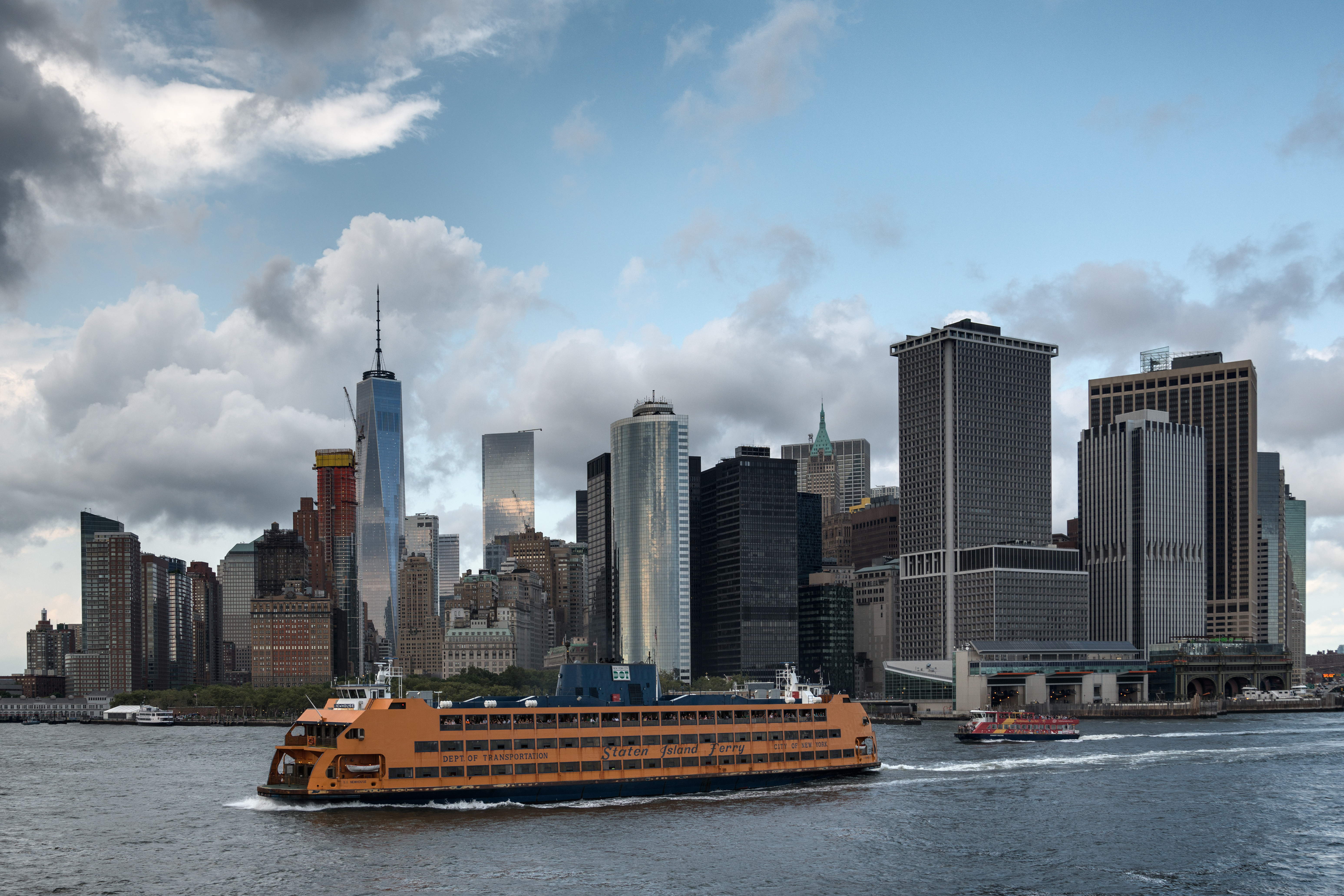
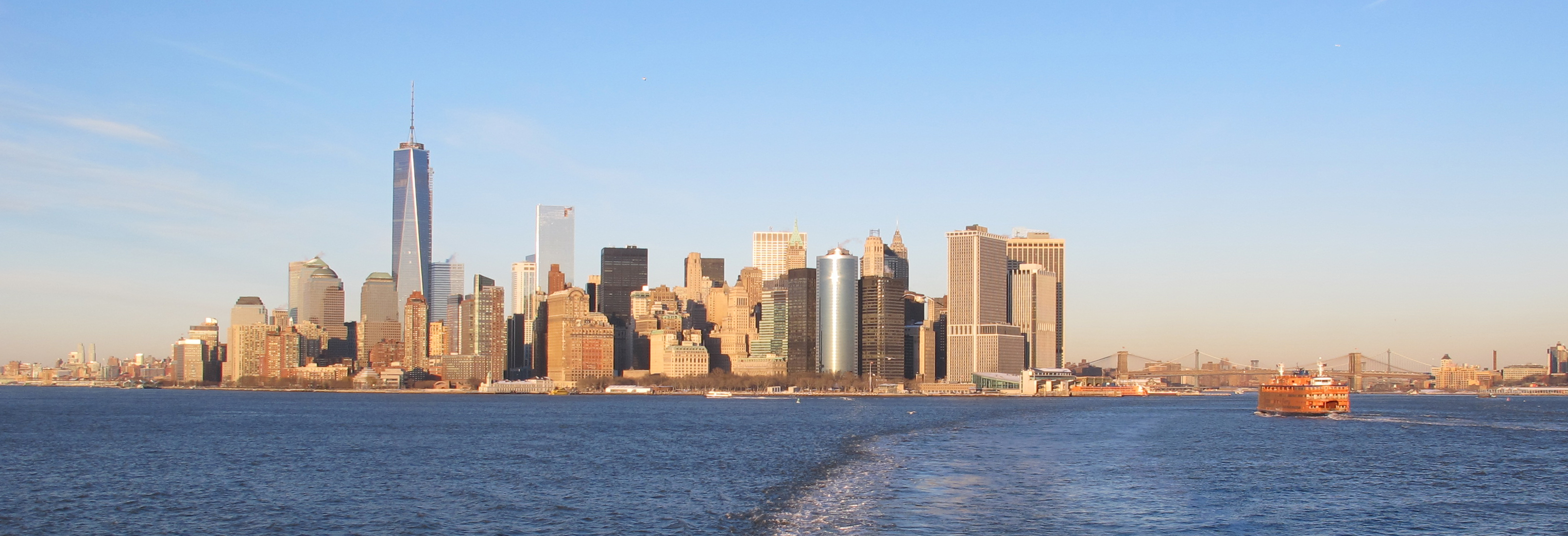

Les New York Sour ou Long Island Iced Tea sont entre autres également baptisés du nom de la ville de New York.

## Recette

Les cinq arrondissements de New York : Manhattan, Brooklyn, Queens, Bronx, et Staten Island (liste des cocktails nommés d'après les arrondissements de New York).

Mélanger Malibu (rhum à la noix de coco) jus d'ananas, et glaçons dans un shaker. Verser en filtrant le mélange dans un verre highball ou un verre à cocktail glacé,. 

## Ingrédients
- 5 cl de rhum à la noix de coco (Malibu)
- 5 cl de jus d'ananas
- glaçons

## Quelques variantes
- Piña colada, rhum, crème de noix de coco, jus d'ananas
- Blue Hawaii (cocktail), rhum, lait de coco, jus d'ananas, curaçao bleu
- Havana Beach, rhum, jus d'ananas, jus de citron vert, sirop de canne
- Punch planteur, rhum, jus d'ananas, jus d'orange, jus de citron, grenadine, sirop de canne, Angostura.